# (38022) 1998 MS7
1998 أم أس 7 (ويعرف أيضًا باسم (38022) 1998 أم أس 7 وفق تسمية الكوكب الصغير) (بالإنجليزية: 1998 MS7)‏ هو كويكب ضمن حزام الكويكبات؛ وترتيبه 38022 من حيث الاكتشاف.
اكتُشف هذا الجُرم الفلكي بواسطة OCA–DLR Asteroid Survey ‏ في 19 يونيو 1998.

## وصلات خارجية
- (38022) 1998 MS7 في قاعدة بيانات مختبر الدفع النفاث لأجرام النظام الشمسي الصغيرة

- الاكتشاف · مخطط المدار ·  العناصر المدارية · المعلمات المادية

- (38022) 1998 MS7 على موقع ويكي سكاي: DSS2, SDSS, GALEX, IRAS, Hydrogen α, X-Ray, Astrophoto, Sky Map, Articles and images